# Michelbach (Isel)
Der Michelbach, auch Michlbach, ist ein Bach in den Gemeinden Schlaiten bzw. St. Johann im Walde (Bezirk Lienz). Der Michelbach mündet bei Neugarten (Gemeinde St. Johann im Walde) von rechts in die Isel.

## Verlauf
Der Michlbach liegt im Oberlauf in der Gemeinde Schlaiten und bildet über weite Strecken seines Verlaufs die Gemeindegrenze zwischen St. Johann und Schlaiten. Er entspringt als Abfluss des Zagoritzsee in 2243 Metern Höhe in den Villgratner Bergen. Er verläuft zunächst in ostnordöstlicher Richtung zur Michelbacheralm, in deren Bereich der Ochsenalmbach rechts einmündet und fließt danach in nordöstlicher Richtung weiter, wo kurze Zeit später rechtsseitig der Weißenbach einmündet. Nördlich der Weißenbacheinmündung hat der Michelbach einen Wasserfall ausgebildet, danach durchfließt er die Almflächen von Klosterfrauenalm, Huberalm und Nagelalm. Die weitere Fließstrecke des Michelbachs ist hingegen von engen Waldschluchten geprägt. Erst kurz vor seiner Mündung tritt der Michelbach ins Iseltal ein, wo er bei der Ortschaft Neugarten von rechts in die Isel mündet. Kurz vor seiner Mündung speist das Wasser des Baches einen kleinen See.

## Wirtschaftliche Nutzung
Auf dem Firmengelände der Wibmer-Erdbewegung-Steinbruch-Schotter GmbH befindet sich ein Wasserkraftwerk, für das im oberen Bereich des zugehörigen Steinbruch Wasser mittels Tiroler Wehr aus dem Michlbach ausgeleitet wird. Mit der auf höchstens 600 Liter pro Sekunde festgelegten Ausleitungsmenge wird am Firmengelände eine Pelton-Turbine zur Stromerzeugung betrieben. Kurz vor der Kienburger Straße (L 393) wird das Wasser in das Bachbett rückgeleitet. 